# Lewis Grant-Ogilvy (5e comte de Seafield)
Lewis Alexander Grant-Ogilvy (ou Grant-Ogilvie) (22 mars 1767-26 octobre 1840) est un pair écossais et membre du Parlement. Sa carrière prometteuse a été interrompue par l'instabilité mentale.

## Biographie
Il est né à Moy près d'Inverness, fils de Jean Duff (1746-1805) et de James Grant (8e baronnet) . Il est baptisé à Dyke quelques jours plus tard. Il fait ses études à l'Edinburgh High School et à la Westminster School, puis étudie le droit à l'Université d'Édimbourg et au Lincoln's Inn de Londres .
En 1788, il est élu membre de la Royal Society of Edinburgh, proposé par Dugald Stewart, James Gregory et Andrew Dalzell .
Il est élu à la Chambre des communes pour Elginshire en 1790, un siège qu'il occupe jusqu'en 1796. À partir de 1791, sa santé commence à se détériorer et en 1805, il est décrit comme étant "le cas le plus désespéré de troubles mentaux" . En 1794, il est diagnostiqué comme incurable, mais n'a abandonné son siège de député qu'en 1796.
En février 1811, il succède à son père comme neuvième baronnet de Colquhoun. Huit mois plus tard, en octobre 1811, il devient le cinquième comte de Seafield à la mort de son cousin au deuxième degré James Ogilvy (7e comte de Findlater) et 4e comte de Seafield. Seafield est le petit-fils de Lady Margaret Ogilvy, fille de l'éminent homme d'État James Ogilvy (4e comte de Findlater). Cependant, il n'est pas héritier du comté de Findlater qui s'est éteint. Il prend le nom de famille supplémentaire d'Ogilvy en héritant du comté.
Lord Seafield ne s'est jamais marié. Il meurt à Cullen House dans le Banffshire le 26 octobre 1840, à l'âge de 73 ans, et est enterré dans le mausolée de la vieille église paroissiale et du cimetière de Duthil. Son frère cadet Francis William Ogilvy-Grant qui avait déjà pris en charge toutes les tâches pratiques et la curatelle des domaines du point de son instabilité mentale, lui succède.